# Germania (llenguatge)
La germania és l'argot usat per presos, criminals, etc. El terme germania prové de la paraula catalana germà, la qual té al seu torn etimologia en el llatí germānus, que significa ‘germà gran’. El nom es remunta a certes comunitats valencianes destacades per llur rebel·lió contra la noblesa local en el segle XVI (de manera paral·lela, en aquest mateix segle xvi i en el Lazarillo de Tormes, per exemple, els cecs usaven un argot fosc anomenat jerigonza (galimaties), que Sebastián de Covarrubias emparenta amb la germania), que després esdevingué el nom de llur argot. L'argot parlat pels delinqüents d'altres països rep altres noms; per exemple, el lunfardo a l'Argentina o el coa a Xile.
S'ha de tenir en compte que la germania, originalment, ni ha de ser considerat argot ni prové directament del llatí (encara que sí d'una llengua d'arrel llatina) i la seva trajectòria és molt més àmplia, i acaba per derivar en el caló gitano.
La primera dificultat que existeix en acostar-se a aquest terme és d'esbrinar els límits que presenta amb el caló o la llengua pròpia dels gitanos. La germania és definida com a argot especial dels delinqüents i, encara que abans del segle xviii els dos llenguatges es mantinguessin diferenciats, a partir de llavors es confonen.

## Procedència del termegermania
No és cap invenció argòtica, perquè és ben conegut l'aixecament de les Germanies a València i Mallorca durant el regnat de Carles I; així, doncs, la paraula és clarament vinculada a la paraula germà de les llengües de la Corona d'Aragó, com el català i l'aragonès. La idea de germanor hi és molt forta; per aquest motiu es digué d'aquesta manera l'associació de rufians, lladres i qualsevol mena de delinqüents en els segles segle xv i segle xvi. Com en el cas de l'argot francès, que de designar la comunitat de malfactors, arriba a ser usar el 1680, per Richelet, com a designació del llenguatge utilitzat per aquests, la germania espanyola va denominar no ja el grup social, sinó també la llengua pròpia d'aquests, un llenguatge «definidor de les seves condicions socials», com diu Rafael Salillas.
Pot fixar-se l'existència d'un argot delinqüent a Espanya anterior al segle xvi. Llegint el Romanç de Perotudo, inclòs en aquells publicats per Juan Hidalgo en el segle XVII, trobem aquests quatre versos: «Habla nueva germanía / Porque no sea descornado / Que la otra era muy vieja / Y la entrevan los villanos»; això prova que aquest argot antic ja era tan difós que no podia complir la seva fi primària, i en aquest cas fonamental, d'ocultació. Rodríguez Marín, en la seva edició crítica del Rinconete i Cortadillo cervantino, opina que cap a l1580 la vella germania dequeia.
En 1612, Rodrigo de Reinosa publica en germania Coloquio entre la Torres-Altas y el rufián Corta-Viento, en dialecto jácaro, de 140 versos:
Vida, pague lo muflido / tu nante de godería / o entruje tu partido / que el borce no haya entendido / el garlo de Germanía / y echa más una charnela / y por la gomarra torna, / que no hallará mi suela / que también te saque muela / allá a boca de sorna..
L'element gitano va provocar més tard la dissolució de la germania. Quan aquest poble arriba a Espanya, entra en contacte amb les comunitats delinqüents que viuen al marge de la societat comuna, els seus llenguatges s'influeixen mútuament i si en la germania dels segles segle xvi i segle xvii els gitanismes són gairebé desconeguts, en l'actual predominen. Encara que no s'hagi format una societat única, gitano-delinqüent, la llengua assenyala aquesta unió, puix que en l'actualitat es pot afirmar que la germania no es coneix amb un tal nom, sinó amb el de caló argòtic. Són exemples de termes usats indistintament: birlesca (junta de lladres), garfiñar (furtar), erdicha (pobresa), etc.